# Мери Бошкова
Мери Бошкова (2. мај 1924, Битољ — 25. март 2014, Скопље) била је македонска глумица. Њена најпознатија улога је у македонском филму Фросина (Вардар филм, 1952).

## Биографија
Рођена је у Битољу, 2. маја 1924. Упамћена је по носећим улогама у првом македонском дугометражном филму Фросина (1952), као и у првој македонској филмској комедији Мирно Лето (1961). Мери Бошкова је најупечатљивију улогу за памћење годинама носила као чувена Живка у комедији Бранислава Нушића, Госпођа Министарка на сцени МНТ у Скопљу. Према оценама позоришне критике, управо њена улога Живке остала је убројена као једна од најбољих у том Нушићевом делу на југословенској сцени. Поред улоге Живке, која ја обележила њену богату, веома успешну глумачку каријеру, Мери Бошкова ће остати упамћена и по лику Шекспирове Дездемоне, затим Баронице Кастели у представи Господа Глембајеви, или као Ибзенова Нора. Поред рада у позоришту била је врло ангажована снимањем радио и ТВ драма. Последњу филмску улогу играла је 1995. у пројекту Димитрија Османлија- Анђели на отпаду. Мери Бошкова је готово целу деценију своје каријере уградила ангажманом у Драми Народног позоришта у Београду. У том периоду прославила се улогом у драми Коштана Боре Станковића, као и у представи Тетовирана ружа Тенесија Вилијамса.
Мери Бошкова је била доајен македонског глумишта, која је у веома богатој каријери проведеној у Македонском народном театру (МНТ), готово деценију уградила и у Драму Народног позоришта у Београду.
Сахрањена је у четвртак, 27. марта 2014, на Светски дан позоришта, на гробљу Бутел у Скопљу.

## Награде
У богатој глумачкој каријери добила је најзначајнија признања међу којима су:
- 11. Октомври (1967 и 1980)
- најбоље глумачко остварење на Македонском театарском фестивалу МТФ Војдан Чернодрински за улогу Живке у представи Госпођа министарка (Прилеп, 1977)
- Стеријина награда за најбоље глумачко оставрење на Фестивалу Стеријино позорје за улогу Мадам Дибуа у представи Еригон Јордана Плевнеша (Нови Сад, 1982)
- награда града Скопља 13. ноември (1984)
- награда за животно дело МТФ Војдан Чернодрински (Прилеп, 1989)
- награда ревије Екран за најбоље остварење на филму за улогу Мими у филму Анђели на отпаду, у режији Димитрија Османлија (1995)